# Uka (piosenkarka)
Uka, właśc. Ulambajar Dawaa (mong. Уламбаяр Даваа; ur. 6 listopada 1982 w Ułan Bator) – mongolska piosenkarka.
Pierwotnie zdobyła popularność jako członkini grupy muzycznej Kiwi. W dalszym okresie aktywności poświęciła się karierze solowej. Wydała albumy studyjne: I Am In Love (2015), 11.06 (2015), Chög-Dżim (2017), Don’t Stop (2018).
Jest zaliczana do grona najbardziej innowacyjnych artystów muzycznych w Mongolii. Zasiadała w jury talent show The Voice of Mongolia.